# Spinanomala leopoldi
Spinanomala leopoldi är en skalbaggsart som beskrevs av Louis Burgeon 1932. Spinanomala leopoldi ingår i släktet Spinanomala och familjen Rutelidae. Inga underarter finns listade i Catalogue of Life.